# Fågeln som vrider upp världen
Fågeln som vrider upp världen, japansk originaltitel ねじまき鳥クロニクル (Nejimaki-dori kuronikuru'), är en roman av den japanske författaren Haruki Murakami från 1994-1995. Den översattes till svenska av Yukiko och Eiko Duke 2007, och utgavs på Norstedts förlag. För boken mottog han det prestigefyllda japanska litteraturpriset Yomiuri-priset (読売文学賞), tilldelat honom av en av hans tidigare främsta kritiker, Kenzaburo Oe. Den har betraktats som hans stora internationella genombrott och har kallats en modern klassiker. Genren angränsar till magisk realism.

## Indelning
Fågeln som vrider upp världen är indelad i tre delar: 
1. Den tjuvaktiga skatan
Juni-juli 1984
2. Fågeln som siare
Juli-oktober 1984
3. Fågelfängaren
Oktober 1984-december 1985

Del ett är i sin tur indelat i 13 kapitel, del två i 18 och del tre i 41.

## Handling
Toru Okada är en vanlig arbetslös japan med ett ordnat liv som "hemmaman" och en fru, Kumiko Okada. Han har inga ambitioner på att ta sig ur arbetslösheten efter att han sade upp sig som budbärare på en advokatbyrå, utan vill fundera klart på vad han vill göra i framtiden. Genom en rad oförutsägbara händelser ter sig dock inte hans liv lika ordnat längre. Det börjar med att man upptäcker att katten, kallad Noboru Wataya (namngiven efter Kumikos bror, då de skall vara lika varandra) har försvunnit. Inte långt därpå försvinner även hans fru, samtidigt som en rad andra märkliga händelser börjar inträffa omkring honom. En naken kvinna börjar ringa sexuellt intima samtal till honom, samtidigt som två systrar - Malta och Kreta Kano, uppkallade efter öar i Medelhavet - börjar försöka hjälpa honom att nysta upp situationen. Utanför fönstret hörs en märklig fågel vars läte låter som när man låser upp ett lås; Toru börjar kalla den för "Nyckelfågeln". I samma veva träffar han en skolkande grannflicka, Mei Kasahara, som han kommer att bli nära vän med, och Kumikos bror Noboru Wataya - som under bokens gång successivt går mot en framgångsrik politiker, och som Toru avskyr - träder in i bilden.
Tillsammans med sin fru gick Toru till en gammal spåman, herr Honda, som bland annat sade till honom att "Om du ska upp, ska du leta efter det högsta tornet och ta dig högst upp i det. Om du ska ner, ska du leta efter den djupaste brunnen och ta dig till dess botten." Herr Honda har nu dött, och en gammal bekant till honom, löjtnant Mamiya, söker upp Toru för att berätta att Honda har testamenterat något till honom. Det Toru får är en tom Cutty Sark-kartong, men när han träffar löjtnant Mamiya berättar Mamiya sina upplevelser från Japans krigsförbrytelser i Manchuriet, som han upplevde tillsammans med herr Honda. De tillfångatogs av mongoliska och sovjetiska soldater. Honda lyckades fly, men Mamiya slängdes ner i en brunn vid ett lamatempel. Där var han fast flera dagar (innan Honda hittade honom och lyckades rädda honom), i totalt mörker. Under några sekunder varje dag lyckas dock solstrålarna ta sig ner, vilket Mamiya såg som en välsignelse, som dock berövar honom alla känslor när den försvinner. Han menar att han borde ha dött där, men gjorde det inte. Han ville dö, men förmådde inte dö, vilket resulterade i att han aldrig kunde varken älska eller bli älskad. Med dessa berättelser tar sig romanen även an en historisk ton, vilket är ovanligt i Murakamis böcker, genom att behandla en mycket känslig period i Japans historia, som fortfarande försvårar relationen mellan Japan och Kina.
Som ett resultat av Mamiyas berättelser bestämmer sig även Toru för att testa att ta sig ner på botten av en brunn. En stor del av bokens andra del utspelar sig på botten av denna brunn, som är belägen på ett ödehus som ligger nära Torus hus, förbundet via en gränd. Första gången Toru är i brunnen får han ett stort mörkt märke på kinden som inte går bort. När han återvänder till brunnen får man följa Torus tankar och drömmar, sammanvävt med berättelser om när han "går igenom väggar" och kommer till parallella verkligheter där saker som är viktiga för den "riktiga" verkligheten äger rum. Med hjälp av brunnen tar han sig successivt fram mot sanningen med vad som verkligen hände hans fru. Dock rivs ödehuset, och brunnen förseglas innan han har lyckats ta sig hela vägen fram. Han vet att han måste få komma ner i brunnen igen för att ta reda på sanningen, och bestämmer sig för att köpa marken. Som av en händelse stöter han på Muskot Akasaka, som börjar prata med honom på stan på grund av märket på kinden, som är identiskt med det hennes far bar. Hennes far var veterinär på en djurpark i Changchun, då huvudstad i den japanska marionettstaten Manchukuo som ett resultat av andra sino-japanska kriget. Parallellt med att Muskot och Toru köper marken och bygger upp ett hus där det tidigare ödehuset stod - ett hus helt utan insyn där Toru healar folk med de krafter han har från det mörka märket - löper berättelser från Manchukuo. Dessutom skickar Mei Kasahara, som arbetar på en tupéfabrik i en annan stad, kontinuerligt brev som står i sin helhet i boken.
I slutet av boken framgår det att Kumikos bror delvis har hållit kvar henne mot sin vilja. Under ett tal för allmänheten faller han dock ihop, och hamnar i koma. Detta sker parallellt med att Toru i brunnen "gått genom väggen" och dödat Noboru Wataya i en "annan verklighet". Kumiko bestämmer sig för att ta sig till sjukhuset där Noboru vårdas för att dra ur sladdarna, och på så sätt döda honom, fullt beredd att ta sitt straff för det. Hon förklarar allt detta i ett brev till Toru i slutet av boken. Därefter besöker Toru Mei i tupéfabriken, vilket är bokens sista kapitel.

## Huvudpersoner
Det ingår väldigt många mer eller mindre viktiga personer i boken. Här följer några av de viktigaste:
- Toru Okada: Berättare och huvudperson. En lugn ung man som bor i en förort i Tokyo. Han är arbetslös i boken, något han inte har för avsikt att ändra på.
- Kumiko Okada: Kumiko är Torus fru och den som försörjer paret. Hon arbetar som redaktör på en hälsokosttidning.
- Noboru Wataya: Noboru är Kumikos bror, och framställs som en medial figur. Allmänheten älskar honom, men Toru står inte ut med honom. Noboru framställs som en akademiker i början, och blir sedermera en politiker i berättelsen, men har inget privat liv. Han sägs vara gömd bakom en fasad: stilfull yta men ingen substans. (Noboru Wataya är även det namn som Toru och Kumiko ger till sin katt, som Toru senare döper om till Makrill.)
- Mei Kasahara: Mei är en tonårsflicka som borde vara i skolan, men som skolkar. Toru och Mei konverserar genom stora delar av romanen. När hon inte är i närheten skriver hon till honom (även om han aldrig nås av breven, som dock återges i boken). Deras konversationer är ofta bisarra och behandlar saker som död och livets nedbrytning. Än mer bisarr är den oseriösa atmosfär som konversationerna har.
- Löjtnant Mamiya: Mamiya var officer under Japans krigföring i Manchukuo, och träffar Toru när han verkställer det herr Honda skrev i sitt testamente. Han har blivit känslomässigt ärrad av att se en överställd officer flås levande och att spendera flera nätter i en uttorkad brunn. Han berättar sin historia för Toru både muntligt och skriftligt.
- Malta Kano: Malta Kano är ett slags medium som ändrade sitt namn till "Malta" efter att ha levt på Malta ett tag. Kumiko ber henne om hjälp för att återfinna den försvunna katten.
- Kreta Kano: Maltas yngre syster och medhjälpare. Hon beskriver sig själv som en "själsligt prostituerad". Kretas ansikte och kropp är nästan identisk med Kumiko, vilket är störande för Toru.
- Muskot Akasaka: Muskot möter Toru för första gången när han sitter på en bänk och betraktar människors ansikten varje dag i Shinjuku. Andra gången de träffas lägger hon märke till det mörka märket på hans högra kind. Hon och Toru delar en serie märkliga sammanträffanden: nyckelfågeln i Torus gård och det mörka märket på kinden förekommer båda i Muskots berättelser från andra världskriget, och Muskots far och löjtnant Mamiya är båda länkade genom andra världskriget. Muskot Akasaka är en pseudonym hon valde när hon insisterade att hennes "riktiga" namn, som aldrig nämns, är irrelevant.
- Kanel Akasaka: Kanel är Muskots vuxne son som inte har pratat sen han var sex. Han kommunicerar genom ett system av handrörelser och läpprörelser. På något sätt finner människor som just träffat honom (som antagligen aldrig har läst från läppar eller använt teckenspråk) lätt att förstå. Kanel är också en pseudonym skapad av Muskot.

## Teman och motiv
- Verklighet: Monica Braw argumenterar i sin recension från SvD att ett viktigt tema är vad som egentligen är verklighet:[3]

| ” | Men vad är verklighet? Det finns många bud på detta i romanen. Vi har till exempel alla ett namn men kan skapa oss en helt annan identitet genom att ta ett nytt. Verkligheten såsom den framställs av politiker och medier kan vara ett spel som de enbart skapar för sina egna agendor. Verkligheten kan också vara den främmande värld som ett bortskickat barn tvingas in i på en ny plats. Det som ett annat barn ser i natten blir dess egen, okommunicerbara verklighet. Det obeskrivbara som sker i krig är ytterligare en verklighet. Den kan kanske bara uthärdas genom tigande. ”Vi delade den erfarenheten genom att inte tala om den”, säger löjtnant Mamiya som tillsammans med herr Honda sett sådant som få vill tala om. | „ |

- Mörker och ondska: En stor del av boken handlar om mörker, vilket framträder både i Torus tankar och drömmar, men även i konversationer av olika slag. Ett viktigt mörker är det "mörker" som hans fru hålls fången i, vilket han kämpar för att tränga sig in i, då han anser att kärleken är starkare än mörkret. I romanen fungerar Nyckelfågelns läte som en vägvisare till mörkret.[3]

- Jämställdhet: I de flesta av Murakamis verk är kvinnan det stark och vis, och är ofta starkare än mannen, som ofta är protagonist i berättelserna. Så även i Fågeln som vrider upp världen, där Toru omges av starka kvinnor som bistår honom i sitt arbete mot målet, att hitta sin fru. Braw menar att detta "är som ett eko av den förhistoriska tid då japaner förlitade sig på kvinnliga shamaner."[3]

- Katter: I många av Murakamis verk är katter en viktig del av berättelsen, så även i Fågeln som vrider upp världen. Så här skriver Örjan Abrahamsson i Kristianstadsbladet:[6]

| ” | Katten är försvunnen, redan i första kapitlet av den väldiga romanen "Fågeln som vrider upp världen". Trogna Murakamiläsare spetsar omedelbart öronen. Katter försvinner inte hur som helst, i synnerhet inte i en roman signerad Haruki Murakami. Och, mycket riktigt, kattens försvinnande är bara ett av otaliga tecken på att något rejält omvälvande är på väg att ske i Toru Okadas trivsamt händelselösa, smålunkande tillvaro i Tokyo försommaren 1984. | „ |

## Mottagande
- Aftonbladet[7]:
  - | ” | Virtuositeten i själva intrigskapandet och den minutiösa exakthet med vilken han bygger upp varje scen är så ohjälpligt suggestiv att man bara måste få veta om Toru verkligen ska hitta sin fru och om han verkligen ska kunna besegra ondskan. Fråga mig bara inte om han lyckas! | „ |

- Borås Tidning[8]
  - | ” | Det är ett rent nöje att släppa efter och låta sig sugas med i berättelsen. Språket flödar så lätt över sidorna. Eiko och Yukiko Dukes översättning ger texten ett otroligt flyt och förtjänar en god del av berömmet. Jag har tjuvläst lite i den engelska utgåvan, som också är bra men inte alls har samma ljuvliga lätthet som vår svenska version. | „ |

- Kristianstadsbladet[6]
  - | ” | "Fågeln som vrider upp världen" är en yppigt fantasifull, absurt komisk och genuint fantastisk roman. Toru dras in i en härva av gåtfulla händelser enligt principen att ju mindre han vill bli indragen i, desto mer intrasslad blir han. Och gränsen mellan (mar)dröm och verklighet suddas ut alltmer. Upplöses rentav. | „ |

- Sydsvenskan[9]
  - | ” | Stilen är glasklar, prosan jämn som ett snötäcke och händelseförloppet fullkomligt oförutsägbart. | „ |